# Batracomorphus othrys
Batracomorphus othrys är en insektsart som beskrevs av Knight 1983. Batracomorphus othrys ingår i släktet Batracomorphus och familjen dvärgstritar. Inga underarter finns listade i Catalogue of Life.